# 朱开敏
朱开敏主教（英語：Bishop Simon Zhu Kai-min，1868年10月30日—1960年2月22日），名希孟，字铭德，号季球，常用号开敏，圣名西满，原籍江苏省青浦县诸巷，生于上海南市董家渡，天主教海门教区首任国籍主教，是罗文藻之后第一批中国籍天主教主教之一，也是中华民国教育家、慈善家、汉学家、外交家、社会活动家。

## 生平
朱家原籍江苏省青浦县诸巷，自明朝以来世代信仰天主教。1868年10月30日，朱开敏出生于上海南市董家渡一个沙船主家庭。其父为晚清沙船业巨头朱朴斋，母为复旦大学创校校长马相伯和韩国国旗设计者马建忠的胞姐。朱开敏在家中排行第五。同胞四兄弟更被后人称为“朱门四杰”：朱志尧、朱开敏、朱云佐、朱季琳。光绪三年（1877），朱开敏初领圣体，并且立志修道。光绪八年（1882年），14岁的朱开敏入上海董家渡小修院学习拉丁文；后入徐家汇大修院学习神哲学。他是意大利籍汉学家晁德莅的门生。光绪十四年（1888年），朱开敏入耶稣会。光绪二十四年（1898年）晋铎，后在浦东、川沙、金家巷、常熟、江阴、鹿苑等地传教，大力办学、建堂。民国11年（1922年），升任崇明总铎。民国13年（1924年），被江南教区姚宗李主教升授为南通总铎。民国14年（1925年），海门总铎顾若瑟逝世，南通总铎朱开敏神父兼代海门总铎，并兼茅家镇类思学校校长。同年5月，意大利籍宗座代表刚恒毅总主教为了筹备设立本国籍教区而巡视崇明、海门，嘉许热心传教的朱开敏神父。
1926年8月2日，朱开敏被任命为罗文藻之后中国第一批六位国籍主教之一，领“非洲赉斯毕（Lesvi）府主教”衔。1926年8月11日，罗马教廷宣布从南京宗座代牧区划分“扬州以东，长江以北的圣教会”设立国籍海门宗座代牧区，管辖崇明（含今启东）、海门、南通、如皋（含今如东、海安）、泰兴（含今泰州）、靖江六县教务，海门宗座代牧区（即天主教海门教区的前身）正式成立。教廷为表对中国主教的重视，特谕朱开敏等国籍主教赴罗马接受祝圣。
1926年9月10日，刚恒毅总主教率领第一批六位国籍主教（宣化代牧区主教赵怀义、汾阳代牧区主教陈国砥、台州代牧区主教胡若山、海门代牧区主教朱开敏、蒲圻代牧区主教成和德、蠡县代牧区主教孙德桢）、教廷邀请的新主教家属及参礼人员自上海乘洋轮赴梵蒂冈。10月17日，六位国籍主教一行抵达罗马，在罗马受到意大利政府及各界欢迎，随即觐见教宗庇护十一世。10月28日圣西满瞻礼日，朱开敏主教由教宗庇护十一世于罗马圣伯多禄大殿亲自祝圣。教廷枢机主教、宗主教、总主教、驻教廷数十国的大使及夫人、中华民国驻意大利王国大使馆人员、中国驻欧教友学生代表团等参加祝圣典礼。教宗在祝圣礼中授予新主教“权杖”及“权戒”。《罗马观察家报》赞其是“世纪的飞跃”和“新纪元”。
1926年11月，朱开敏主教在归国途中又赴意大利、法国、比利时、西班牙、美国、加拿大等国考察，招请神父、修女去海门教区工作。在法国巴来买往见女修会，朝圣耶稣圣心耶稣圣心显现于圣女玛加利大大堂，乃将教区奉献给耶稣圣心，奉为教区正主保；在露德朝拜圣母并奉献教区给露德圣母；在里修会晤圣女小德肋撒的两位胞姊，并且申请圣女婴孩耶稣德肋撒为教区副主保。1927年1月11日，访问加拿大蒙特楼，会晤圣母无原罪女修会会长修女Mother D.T.，请派数名修女去崇明县协助福传，会长修女允派四位修女前去。1927年3月，返抵上海，接受上海各界欢迎，并在故居办家庆。3月19日大圣若瑟瞻礼，朱开敏主教在海门茅家镇总堂公所（海门耶稣圣心主教座堂）行就职典礼。通海土绅张詧（张謇的三哥）、江苏省长韩国钧（受南京国民政府主席委托来海门）、王清穆等二千多人联名发起欢迎。
1927年秋，集资建造一幢二层楼的宿舍，并设天主教锡类中学。同年获罗马教廷核准成立初学院。民国17年（1928年），朱开明主教筹资在海门茅家镇耶稣圣心主教座堂西侧奠基兴建主教公署。1929年1月21日，陪同教廷驻华宗座代表刚恒毅总主教在南京国民政府拜会国民政府主席蒋中正并递呈国书。1933年，组织并亲率中华朝圣团到罗马朝圣。途中过巴来斯定，特往耶路撒冷、白冷郡、加里肋亚、阿里瓦山、加尔瓦略山等地瞻仰耶稣基督遗迹。1934年5月14日，陪同教廷驻华宗座代表蔡宁总主教在南京先后拜会行政院长兼外交部长汪精卫、国民政府主席林森并递呈国书。1937年1月，率梅雨丝神父、徐耀文等到菲律宾马尼拉出席国际圣体大会。1937年5月9日，举行狼山露德圣母堂开堂主教大礼弥撒，规定该堂为教区敬仰圣母之朝圣中心地。
抗日战争全面爆发后，1938年将海门茅家镇主教公署神父宿舍改成“天主教广济医院”，并购买了贵重的医疗设备。同年在崇明大公所创办“上智孤儿院”，后又发布牧函要求各堂区开办孤儿院。1939年，派主教公署秘书、比利时籍司铎梅雨丝去美国宣传抗日，募集抗日经费；朱开敏还多次拒绝日伪当局拉拢；后来日军切断了教区的经费来源，朱开敏主教带头节衣缩食以维持教区的正常运转。
1946年4月11日，罗马教廷建立中国圣统，海门宗座代牧区改成正式教区。海门宗座代牧区朱开敏主教被任命为天主教海门教区正权主教。4月底，在天主教南京总教区总主教于斌的监督下，朱开敏主教在崇明大公所举行就职典礼。
1949年，朱开敏主教移居上海教区主教公署洋泾浜圣若瑟堂，上海教区特为他开辟了海门教区主教办公室。1951年，应邀从上海教区主教府回海门参观大生三厂以及青龙港新建码头。1955年秋，在政府主导下，海门教区内部掀起政治活动，副主教顾云白神父等多名神职人员被捕。1955年冬，朱开敏主教自上海至青龙港，返回海门主教公署定居，受到软禁。1958年3月起，在“献堂献庙”运动中，南通地区156座教堂在数年内全部献出。1958年4月20日，朱开敏主教被划为“右派”，因身体状况不佳而卧床。同年，海门教区神职人员推选崇明总铎区总铎郁成才神父为海门教区主教继承人，朱开敏主教将推选主教继承人的结果呈报罗马教廷。1959年1月15日，朱开敏主教被戴上“右派”帽子。1959年11月15日，郁成才在南京被祝圣为海门教区新任正权主教（自选自圣）。教廷没有承认郁成才的祝圣，仍然承认朱开敏为海门教区正权主教。
1960年3月22日，朱开敏主教在软禁中病逝于海门主教公署，享年92岁，遗体安葬在海门袁公所“司铎之墓”。教宗若望二十三世得知后，发文纪念并赞颂朱开敏主教的一生，并降福朱氏族人。4月4日，于斌枢机主教在台北圣多福堂主持追思彌撒，追思朱开敏主教。1966年文革爆发，同年因疏挖海门运河，海门县天补乡袁公所堂全部房屋被拆除，袁公所后300米处的“司铎之墓”及“婴儿墓”，包括朱开敏主教、李儒林（斐理、成章）、袁方、邱敦甫（一成）神父在内的全部墓地被毁。
1984年5月15日，有关部门发文件宣布为朱开敏主教的“右派”问题平反。1984年10月28日圣西满教宗瞻礼日，郁成才主教在南通狼山圣母堂为朱开敏主教举行大礼弥撒及追思礼。2010年10月28日朱开敏主教本名瞻礼日，海门教区沈斌主教协同全体神父、修女，朱主教亲属及朱主教生前培养的修士学生共60多人齐聚南通主教座堂，举办大礼追思及纪念教区首任朱开敏主教逝世五十周年座谈会。
朱开敏主教和蒋中正、孙科、于右任、蔡元培、邵力子等中国领导人以及韩国国父金九、比利时皇后、意大利总理等人私交甚笃。朱开敏一生创办了117所小学，27所初中，7所高中锡类中学、1所高等院校，以及无数的医院、安老院、育婴堂，造福当地，兴建、扩建、修建教堂达159座，其中有著名的四大教堂（南通狼山圣母堂、启东曹家镇德肋撒堂、海门天朴袁公所、崇明港沿大公所），四座全大赦特恩教堂（南通狼山圣母堂、启东母佑堂、崇明圣三堂、启东曹家镇德肋撒堂），由建筑师潘世义设计的狼山圣母堂还是中国天主教十二大朝圣地之一。并实施“以教兴国”的宏图伟业，被人称为“中华国籍主教第一人”，是“耶稣的宗徒、圣教的栋梁、中国的骄傲、万民的荣光”。